# Catedral de Bamberg

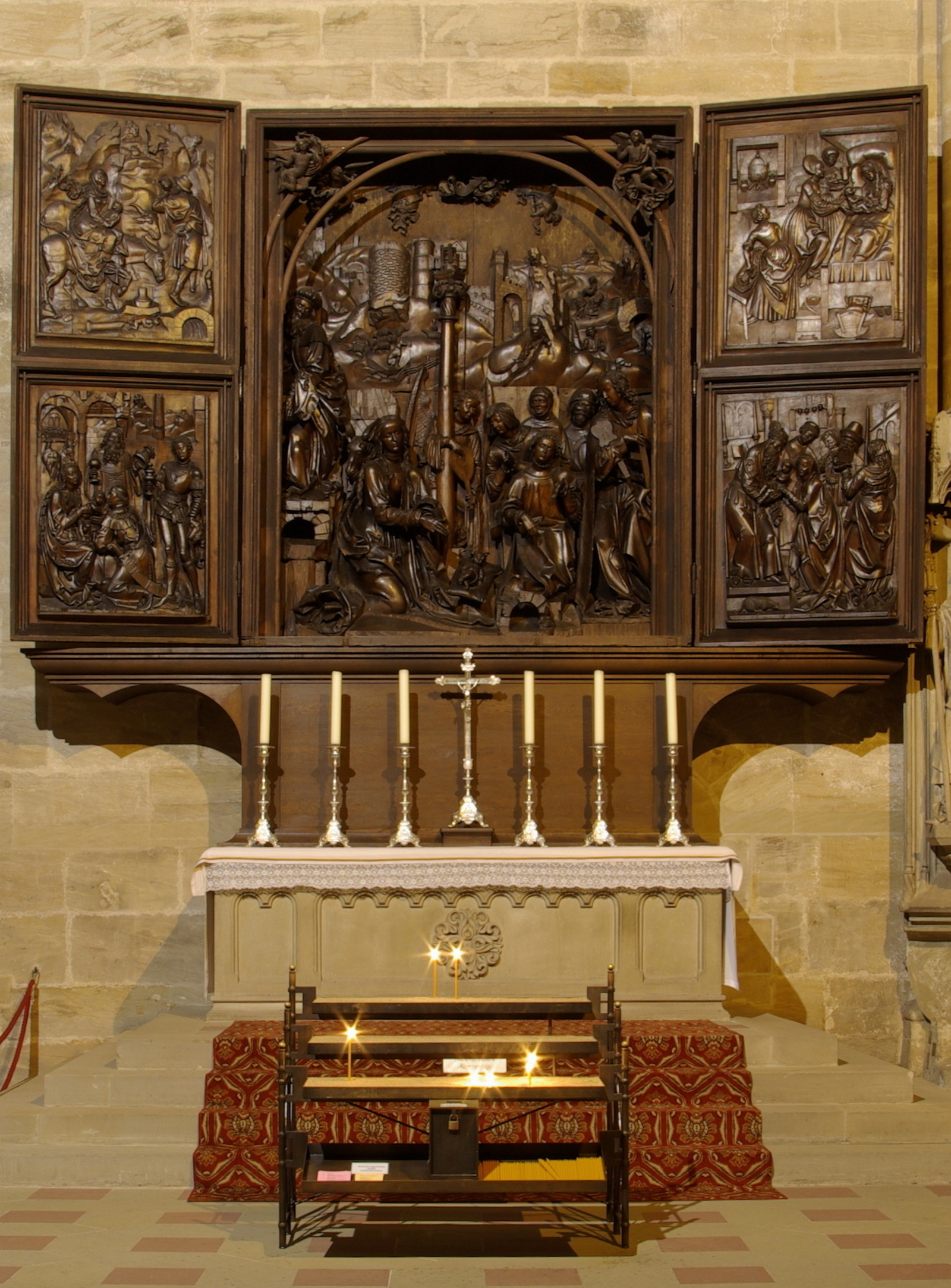
Altar de Veit Stoss

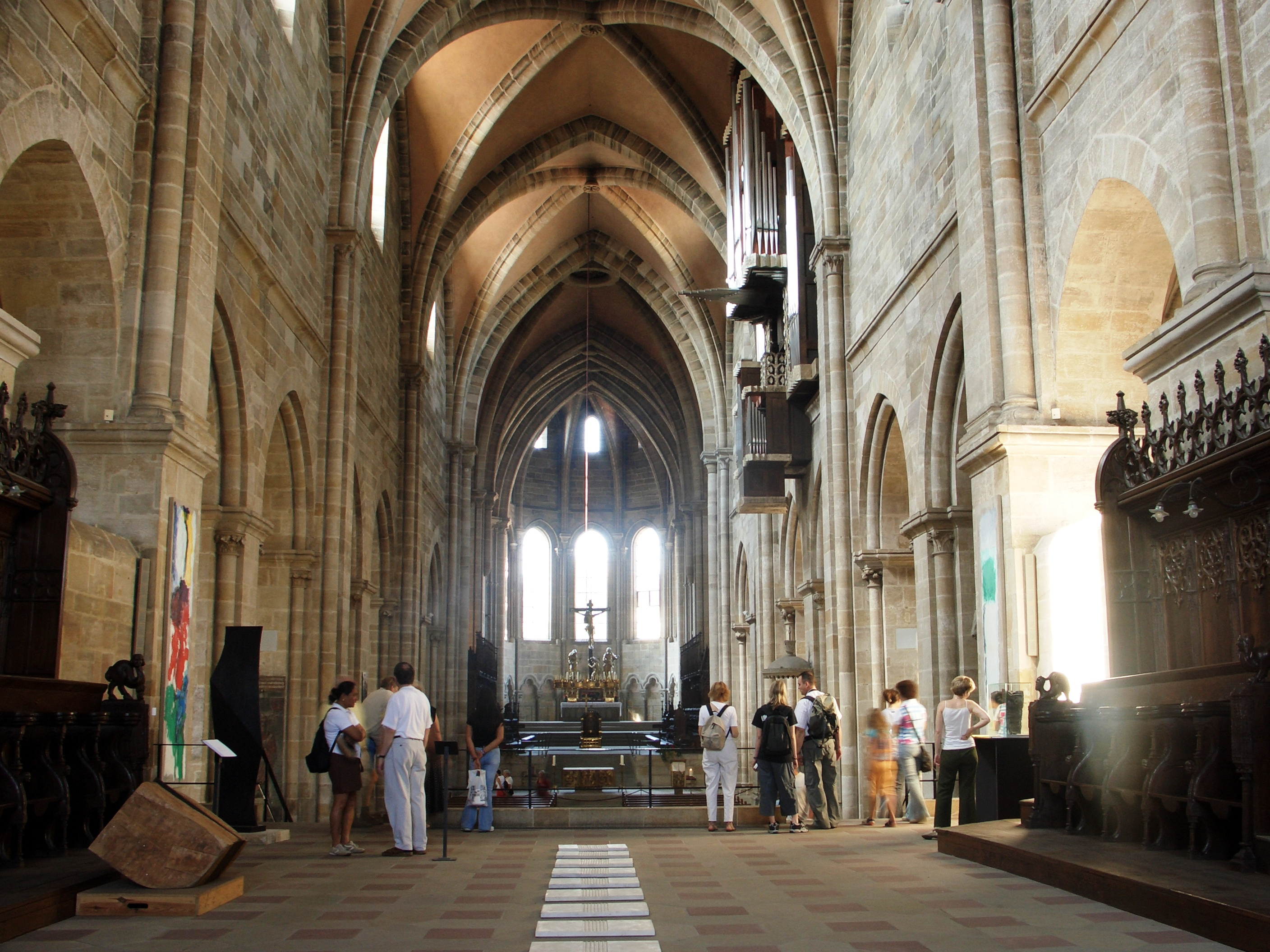
Nau central

La catedral de Bamberg (en alemany: Bamberger Dom), dedicada a Sant Pere i Sant Jordi, és un dels monuments arquitectònics més coneguts a Alemanya i ha estat la fita més famosa de Bamberg des del seu acabament al segle xiii. La catedral és la seu de l'Arquebisbe de Bamberg.
Es fundava el 1004 per l'emperador Enric II, i s'acabava i consagrava el 6 de maig de 1012. El 1081 fou destruïda parcialment pel foc. La nova catedral, construïda per Sant Otó de Bamberg, es consagrava el 1111, i al segle xiii rebia la seva forma romànica tardana tal com es pot veure avui amb quatre torres imponents.

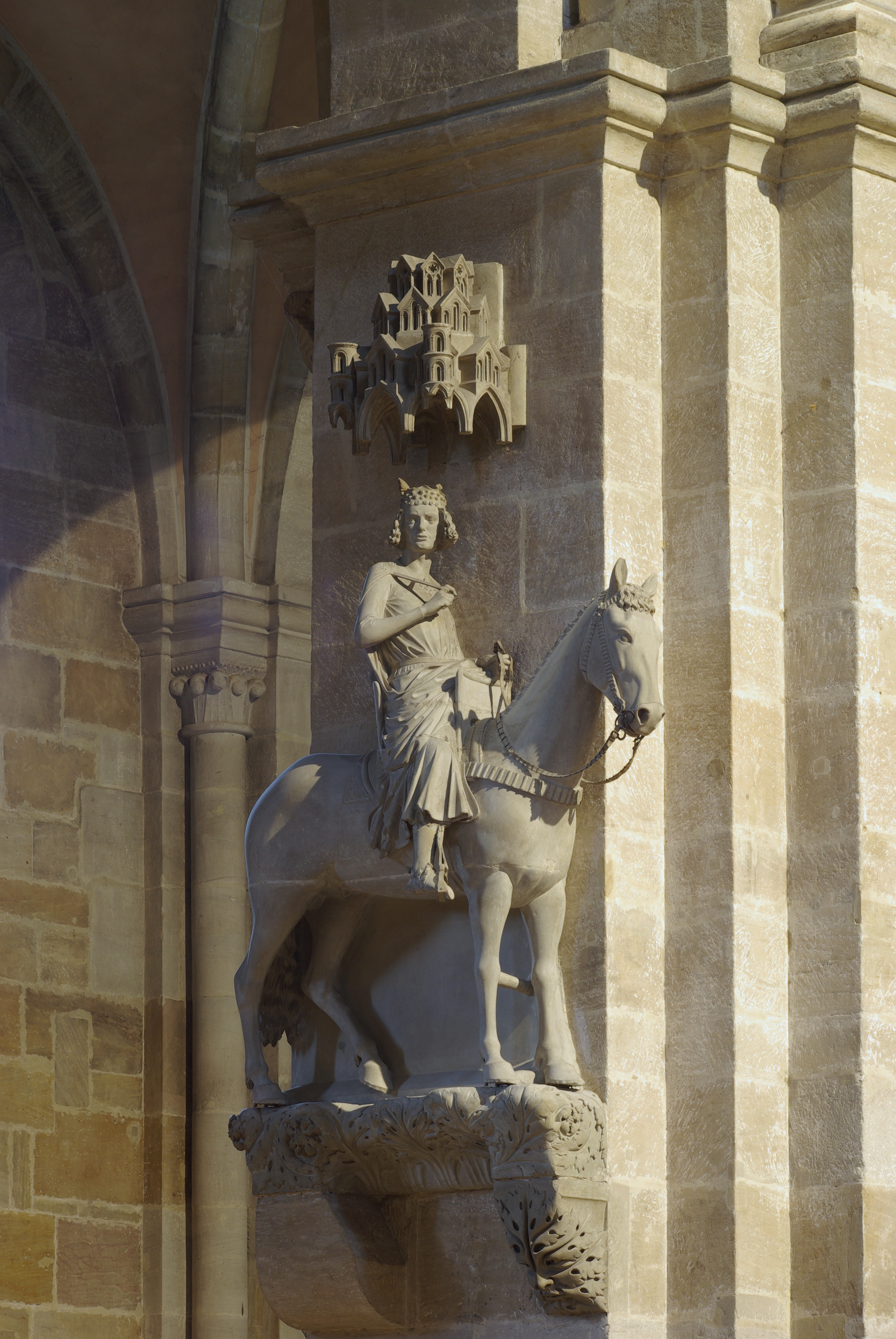
Genet amb rei no identificat

La catedral de Bamberg pertany a l'estil de transició romànic-gòtic, que es caracteritza per la presència de dos absis oposats. El més antic, a l'est, ocupa una posició elevada i està adornat amb una fina balustrada i cornises. L'altre, a l'oest, és d'estil gòtic pur. Ambdós presbiteris estan flanquejats per quatre esveltes torres. La seva planta és herència d'un antic edifici otonià. Tradueix la reticència de les poderoses institucions eclesiàstiques de l'Imperi davant les innovacions del gòtic francès. De davant la Domplatz, la Portada dels Prínceps, la més bella de la catedral, compta amb sis dovellatges recolzats sobre columnes o en una figura escultòrica que representa els profetes, carregant sobre les seves espatlles els apòstols. S'accedeix a l'edifici per la Portada d'Adam, situada a l'est.
En l'interior, podem observar l'accentuada evolució del romànic al gòtic, de l'est a l'oest. Els dos presbiteris, molt elevats, envolten una nau els murs de la qual estan desproveïts de trifori i galeria. Sota el presbiteri oriental hi ha una gran cripta de tres naus. Sota el presbiteri occidental es troba una altra cripta realitzada en temps de l'emperador Enric II, que serveix de sepultura als arquebisbes de Bamberg.
També hi trobem del cèlebre grup de la Visitació, l'estàtua eqüestre del Cavaller de Bamberg (segle xiii), que representa un rei no identificat, i l'obra de Tilman Riemenschneider: el sepulcre d'Enric II el Sant i de la seva esposa Cunegunda de Luxemburg, ricament adornada amb sants i relleus d'escenes de la vida dels dos reis.